# Spark-Renault SRT 01E
Der Spark-Renault SRT_01E ist ein Elektrorennwagen, der für die FIA-Formel-E-Meisterschaft entworfen wurde. Er war der Einheitsrennwagen der FIA-Formel-E-Meisterschaft 2014/15, die ab dem 13. September 2014 weltweit auf Stadtkursen ausgetragen wurde.

## Entwicklung
Der Spark-Renault SRT_01E ist eine Gemeinschaftsproduktion von verschiedenen Herstellern unter dem Firmenzusammenschluss Spark Racing Technology unter Leitung von Frédéric Vasseur, einem Mitbegründer von ART Grand Prix. Der Name setzt sich aus der Abkürzung des Firmennamens SRT, der Projektnummer 01 und einem E für „electric“ zusammen.
Dallara entwickelte das Chassis des Rennwagens, McLaren Electronic Systems, eine Tochterfirma der McLaren Group, den Elektromotor, Renault das Design und Williams Advanced Engineering die Batterietechnologie.

## Technik und Fahrleistungen
Das Chassis aus Aluminium und Carbon (CFK) ist in Sandwich-Wabenkern-Bauweise ausgeführt. Bei der Konstruktion wurde darauf geachtet, dass Verbundwerkstoffe verwendet werden, jedoch nur eine begrenzte Menge CFK, um den Herstellungspreis niedrig zu halten. Die Sicherheitsstandards (beispielsweise Crashtest, Head and Neck Support, Überrollbügel und eine elektronisch betriebene Feuerlöschanlage) entsprechen denen der Formel-1-Weltmeisterschaft.
Das Gewicht des Fahrzeugs darf nach Reglement einschließlich Fahrer 888 kg nicht unterschreiten, das Gewicht von Batterie und Rechargeable Energy Storage System (RESS) 200 kg nicht überschreiten. Der 26 kg schwere Elektromotor, der eine weiterentwickelte Version des Elektromotors aus dem McLaren P1 ist, treibt die Hinterräder an und leistet maximal 200 kW bei einer Nennspannung von 610 Volt. Das RESS ist ähnlich aufgebaut wie die Motor-Generator-Unit-Kinetic (ERS-K) des ERS der Formel 1, die Gesamtenergie ist auf 28 kWh je Fahrzeug und Rennen limitiert.
Das Fahrzeug hat eine Bremsanlage des britischen Herstellers Alcon, die Bremssättel bestehen aus Aluminium, die Bremsscheiben aus Carbon. Ähnlich wie in der Formel 1 sind auch beim Spark-Renault SRT_01E die Räder mit Stahlseilen verankert, damit sich die Räder im Falle eines Unfalls nicht vom Fahrzeug lösen. Die Radaufhängung besteht aus Stahl-Doppelquerlenkern mit Schubstreben und Drehstabfedern an der Vorderachse. Neben der Bodenfreiheit sind auch Spur, Sturz, Stabilisatoren und die Stoßdämpfer von Koni verstellbar. Die Zahnstangenlenkung ist servounterstützt.
Der mit einem sequentiellen Fünfganggetriebe von Hewland ausgerüstete Rennwagen erreicht eine (abgeregelte) Höchstgeschwindigkeit von 225 km/h und beschleunigt in drei Sekunden von 0 auf 100 km/h. Geschaltet wird über Schaltwippen am Lenkrad, die Getriebeübersetzung ist nicht veränderbar.
Lieferant der 18-Zoll-Allwetterreifen, die auf Magnesium-Felgen von OZ Racing montiert sind, ist der Einheitshersteller Michelin. Die Reifenbreite beträgt 260 mm an der Vorder- und 305 mm an der Hinterachse.
Nachdem es bei Testfahrten und in den ersten Rennen zu mehreren Brüchen der Radaufhängungen gekommen war, kündigte Spark Racing Technology an, ab dem Miami ePrix 2015 verstärkte Aufhängungen zu verwenden.
Ab der Saison 2015/16 erhielten acht Konstrukteure die Möglichkeit, den Antrieb (Motor, Getriebe, Inverter und Kühlsystem) sowie die Hinterradaufhängung weiterzuentwickeln. Spark gab an, am Fahrzeug zudem Änderungen an Radaufhängungen und Bremsen vorzunehmen. Sämtliche Konstrukteure setzen ihr auf dem Spark-Renault SRT_01E basierendes Fahrzeug unter einem anderen Namen ein.
Zur Saison 2016/17 war ein neues Bodykit für die Fahrzeuge geplant. Die Änderungen beschränkten sich jedoch auf einen neuen Frontflügel, dessen Optik futuristischer wirken und das Fahrzeugdesign optisch somit noch weiter von anderen Formel-Fahrzeugen abheben sollte. Da die Endplatten nun mit zwei Streben an der Fahrzeugnase befestigt waren, war der Flügel zudem stabiler. In den ersten beiden Formel-E-Saisons kam es mehrmals dazu, dass die Fahrzeuge nach Berührungen die Endplatten des Frontflügels verloren.

## Produktion und Preis
Für die Saison 2014/15 wurden 42 Fahrzeuge produziert und zum Stückpreis von 350.000 Euro den Teams zur Verfügung gestellt.
Für die Saison 2018/19 wurde der Spark SRT_05e als Nachfolgemodell angekündigt.